# Dolenje v Brdih
Dolenje v Brdih (italijansko Dolegna del Collio, furlansko Dolegne dal Cuei) je občina s 329 prebivalci (stanje 31. december 2019) v Furlaniji -Julijski krajini v Goriški pokrajini. Občina Dolenje meji na naslednje občine: Brda (SLO), Krmin, Prapotno, Koren.

## Geografska lega
Občino Dolenje predstavlja dolg pas dolin in gričev, ki segajo severno od občine Krmin med Videmsko pokrajino in Slovenijo. Dolenje je postalo del Kraljevine Italije leta 1920, ob koncu prve svetovne vojne. Leta 1923 se je preimenovalo v Dolenje v Brdih, leta 1928 pa se je združilo z občino Kožbana Leta 1947 je zaradi  Pariške mirovne pogodbe izgubila skoraj vse zaselke (razen Mirnika in Skrljevo) iz območja nekdanje občine Kožbana v Brdih, pa tudi del občinskega območja, ki se je vključil v občini Hruševlje in Neblo. Pod Slovenijo vključeno ozemlje je bilo vključeno v občino Brda.

### Naselja v občini
V okvir občine Dolenje v Brdih spadajo naslednje vasi in zaselki:
| - Lože (Lonzano), - Mirnik (Mernico), - Raztočno (Restocina), - Rutarji (Ruttars), - Škrljevo (Scriò), - Jenkovo (Vencò). |

Območje občine Dolenje se razteza na območju 13 km² do meje z Občino Prapotno, ob obeh straneh reke Idrije.
Nadmorska višina se giblje od 65 m n.m. pri dnu doline do 328 m n.m..

## Etnična sestava prebivalstva
Po popisu prebivalstva iz leta 1971 se je 15 % prebivalcev v občini Dolenje opredelilo, da so Slovenci.